# Konstanty Koplin
Konstanty Koplin ps. „Jeleń”, „Kometa” (ur. 4 czerwca 1853 w Zgierzu) – polski działacz socjalistyczny.

## Życiorys
Był synem Tomasza i Salomei z Piaseckich. Pracował jako tkacz. W 1875 roku przeniósł się do Tomaszowa Mazowieckiego, zaangażował się w działalność Socjalno-Rewolucyjnej Partii Proletariat. Początkowo był zastępcą przywódcy miejscowej organizacji partyjnej, Franciszka Cobela, w grudniu 1884 roku stanął na jej czele. Pracował wówczas w fabryce Knothego. W pierwszej połowie 1885 roku Proletariat liczył w Tomaszowie około 50 członków, zorganizowanych w 6–10 osobowych kółkach. Organizacja miała największe wpływy w fabrykach Halperna, w Wilanowie i w fabryce Knothego. To co wyróżniało tomaszowską organizacje spośród innych Wielkiego Proletariatu to, poza działalnością w mieście, intensywna agitacja pośród chłopów na wsiach, nawet okolicznych powiatów. Związane było to faktem, że robotnicy tomaszowskich fabryk pochodzili ze wsi, tam nocowali, codziennie przybywając – najczęściej pieszo – do miasta. Proletariat miał kontakty we wsiach Wąwał (wówczas powiat opoczyński), Brzustówka, Ciebłowice, Białobrzegi, Sławno, Inowłódz. Działalność organizacji koncentrowała się na spotkaniach, podczas których wspólnie czytano nielegalną literaturę. Odbywały się one początkowo w okolicznych lasach i w szynkach przyfabrycznych. Kolportowano również wydawnictwa socjalistyczne m.in. autorstwa Ignacego Hryniewieckiego, Stefana Chałturina; utwory: „Ojciec Szymon” Szymona Dikcksteina, „Socjalizm utopijny a naukowy” Fryderyka Engelsa, „Do młodzieży” Piotra Kropotkina, rozprowadzano też wydawaną w Genewie „Walkę klas” – organ prasowy I Proletariatu. Tomaszowskie koło Proletariatu utrzymywało się ze składek w wysokości pięciu kopiejek tygodniowo. Koplin podjął również starania o zorganizowanie drukarni w Tomaszowie, w tym celu nawiązał kontakt z drukarzami z Piotrkowa. Jeden z nich współpracował z władzami carskimi, co doprowadziło niedługo potem do dekonspiracji i rozbicia tomaszowskiego koła Proletariatu. 1 listopada 1885 roku doszło do aresztowania Koplina, zaś 17 sierpnia 1887 roku został on skazany na pięcioletnie zesłanie na Syberię. Po powrocie z zesłania zamieszkał w Łodzi. Działał wówczas w Socjaldemokracji Królestwa Polskiego i Litwy. Zmarł prawdopodobnie w okresie międzywojennym.

## Upamiętnienie
W Tomaszowie, w 1967 roku upamiętniono Koplina umieszczając jego nazwisko obok Franciszka Cobela i Rocha Paszkowskiego na tablicy na fasadzie kamienicy przy ulicy Krzyżowej 30, miejscu spotkań XIX-wiecznych rewolucjonistów. W latach 70. XX wieku imieniem Konstantego Koplina nazwano również jedną z nowych ulic na największym tomaszowskim osiedlu, Niebrowie.